# I Need You
I Need You är ett album av sångerskan LeAnn Rimes. Albumet släpptes 2001. 

## Låtlista
1. "Light the Fire Within"
2. "I Need You"
3. "But I Do Love You"
4. "You Are"
5. "Soon"
6. "Can't Fight the Moonlight"
7. "Love Must Be Telling Me Something"
8. "Written in the Stars" (med Elton John)
9. "One of These Days"
10. "I Believe In You"
11. "Together, Forever, Always"
12. "Can't Fight the Moonlight" (Remix)*
13. "But I Do Love You" (Remix)*
14. "Soon" (Remix)*
15. "I Need You" (Remix)*